# Jacques René Marie Aymé de La Chevrelière
Pour les articles homonymes, voir Aymé.
Jacques René Marie Aymé de La Chevrelière ou Jacques René Marie Aymé (1771 à Melle - 1843) est un baron de La Chevrelière et de l'Empire, Il est le frère de Charles Jean Louis Aymé, capitaine d'infanterie, membre du collège électoral des Deux-Sèvres.
Il se plaça très jeune au service de Joachim Murat qu’il suivit dans ses différentes aventures (et mésaventures) napoléoniennes. Il devient son grand chambellan, puis à la Restauration, membre du Conseil D'État. Sa fidélité lui vaudra d’être « créé » par lettres patentes du 27 juin 1811, baron de La Chevrelière (Gournay (Deux-Sèvres)) « et son domaine érigé en baronnie ».

## Source
Jean-Jacques Greteau (auteur du livre De Gaulle et les Deux-Sèvres – l’Histoire d’une longue fidélité), « Marie Magdeleine Aymé de la Chevrelière, grande figure politique des Deux-Sèvres », Bulletin de l'Amopa (Association des membres de l'Ordre des Palmes académiques), section des Deux-Sèvres, no 18,‎ 2006/2007 (lire en ligne, consulté le 12 mai 2017)